# Когуашвили, Леван
Леван Когуашвили (груз. ლევან კოღუაშვილი; род. 18 марта 1973) — грузинский кинорежиссёр и сценарист.

## Биография
Родился 18 марта 1973 года в Тбилиси.
По окончании школы один год учился в Тбилисском театральном институте имени Ш. Руставели. После начала войны в Грузии работал репортёром и монтажёром на Первом Независимом Русском телевидении. Ездил по «горячим точкам». На основании этого опыта, возникло желание заняться режиссурой. По совету режиссёра Эльдара Шенгелая поехал учиться во ВГИК в мастерскую Марлена Хуциева. Сначала был вольнослушателем, потом за успехи был зачислен официально. После окончания ВГИКа, вернулся в Тбилиси, где некоторое время снимал рекламные ролики и телевизионные программы, а также первые короткометражные и документальные фильмы.
В 2002 году поступил в аспирантуру киношколы в Нью-Йорке. В Нью-Йорке поставил несколько короткометражных картин, темой которых стали судьбы соотечественников, вынужденных приспосабливаться к жизни в чужой стране. В его короткометражной картине «Долг» рассказывается о судьбе нелегальных грузинских иммигрантов, живущих в Бруклине (фильм участвовал в официальной программе фестиваля независимого кино в Сандэнсе). В центре сюжета документальной ленты «Грузинские женщины» — история матерей, жён, сестёр, дочерей, покинувших родину, чтобы прокормить своих близких.
В 2008 году Когуашвили вернулся в Грузию и снял документальный фильм «Женщины из Грузии». Фильм был показан на фестивале документальных фильмов имени Маргарет Мид в Батуми в 2009 году.
В 2010 году дебютировал в полнометражном игровом кино картиной «Дни улиц» («Прогульщики»). Фильм участвовал в конкурсной программе  39-го международного кинофестиваля в Роттердаме.
В 2014 году был членом жюри Московского кинофестиваля.

## Фильмография

### Режиссёрские работы
- 2005 — Маленький театр в Вашингтоне
- 2006 — Долг
- 2008 — Женщины из Грузии
- 2010 — Дни улиц (Прогульщики)
- 2013 — Слепые свидания
- 2014 — Сын за отца
- 2016 — Гогита. Новая жизнь
- 2021 —   Брайтон 4

### Сценарии
- 2005 — Маленький театр в Вашингтоне
- 2006 — Долг
- 2008 — Женщины из Грузии
- 2009 — Дни улиц (Прогульщики)
- 2013 — Слепые свидания
- 2016 — Гогита. Новая жизнь

## Награды и номинации
- 2009 — международный фестиваль арт-хаусного кино в Батуми (Грузия) — специальное упоминание жюри (фильм «Женщины из Грузии»)[4]
- 2010 — международный кинофестиваль фильмов Центральной и Восточной Европы GoEast — Гран-при «Золотая лилия» (фильм «Дни улиц»  («Прогульщики»))
- 2010 — фестиваль европейских фильмов в Паличе, Сербия — приз жюри критиков за толерантность (фильм «Дни Улиц» («Прогульщики»))[3]
- 2013 — международный кинофестиваль в Абу-Даби — специальный приз жюри (фильм «Слепые свидания»)[5].
- 2014 — международный кинофестиваль фильмов Центральной и Восточной Европы GoEast — приз за лучшую режиссёрскую работу (фильм «Слепые свидания»)
- 2014 —  Одесский международный кинофестиваль — приз За лучший фильм (фильм «Слепые свидания»)[6]
- 2014 — Ереванский кинофестиваль — приз «Серебряный абрикос», особое упоминание (фильм «Слепые свидания»)
- 2014 — 15-й фестиваль европейского кино в Лечче (Италия) — главный приз «Золотое оливковое дерево» за лучший европейский фильм (фильм «Слепые свидания») — За его способность рассказать сложную драматическую историю с легкостью юмора и красотой поэзии[7].
- 2017 — 14-й Международный фестиваль документального кино о правах человека «Docudays UA» в Киеве — специальная награда в конкурсе «Доку/Жизнь» (фильм «Новая жизнь Гогиты»)[8]